# Trust (canção de Ayumi Hamasaki)
Trust (Confiança) é o terceiro single da cantora Japonesa Ayumi Hamasaki. O Single foi lançado em 5 de Agosto de 1998.

## Lista de músicas
1. Trust (YOU; Você) — 4:48
2. Trust (Versão Acústica)
3. Trust (instrumental)

## Relançamento
O single foi relançado em 28 de fevereiro de 2001, apresentando quatro músicas novas.

### Lista de músicas
1. Trust (Mix original) — 4:48
2. Trust (Versão Acústica)
3. Powder Snow (POWDER SNOW; Poder da Neve; Dee Mix)
4. Trust (Dj Soma Grow Sound Mix)
5. Trust (Eddy Yamamoto Club Mix)
6. Trust (Groove That Soul Mix)
7. Trust (Instrumental)

## Apresentações ao vivo
- 7 de Agosto de 1998 - Music Station - "Trust"
- 10 de Agosto de 1998 - Hey!Hey!Hey! - "Trust"
- 25 de Agosto de 1998 - Utaban - "Trust"
- 5 de Setembro de 1998 - PopJam - "Trust"
- 4 de Dezembro de 1998 - Japan Cable Awards - "Trust"

## Oricon & Vendas
Oricon Sales Chart (Japão)
| Lançamento        | Parada                | Posição topo | Primeira semana de vendas | Total   | Tempo nas paradas |
| ----------------- | --------------------- | ------------ | ------------------------- | ------- | ----------------- |
| 5 de Agosto, 1998 | Oricon Parada Semanal | 9            | 32,460                    | 181,820 | 10 (semanas)      |